# ガスパール・ヤンガ

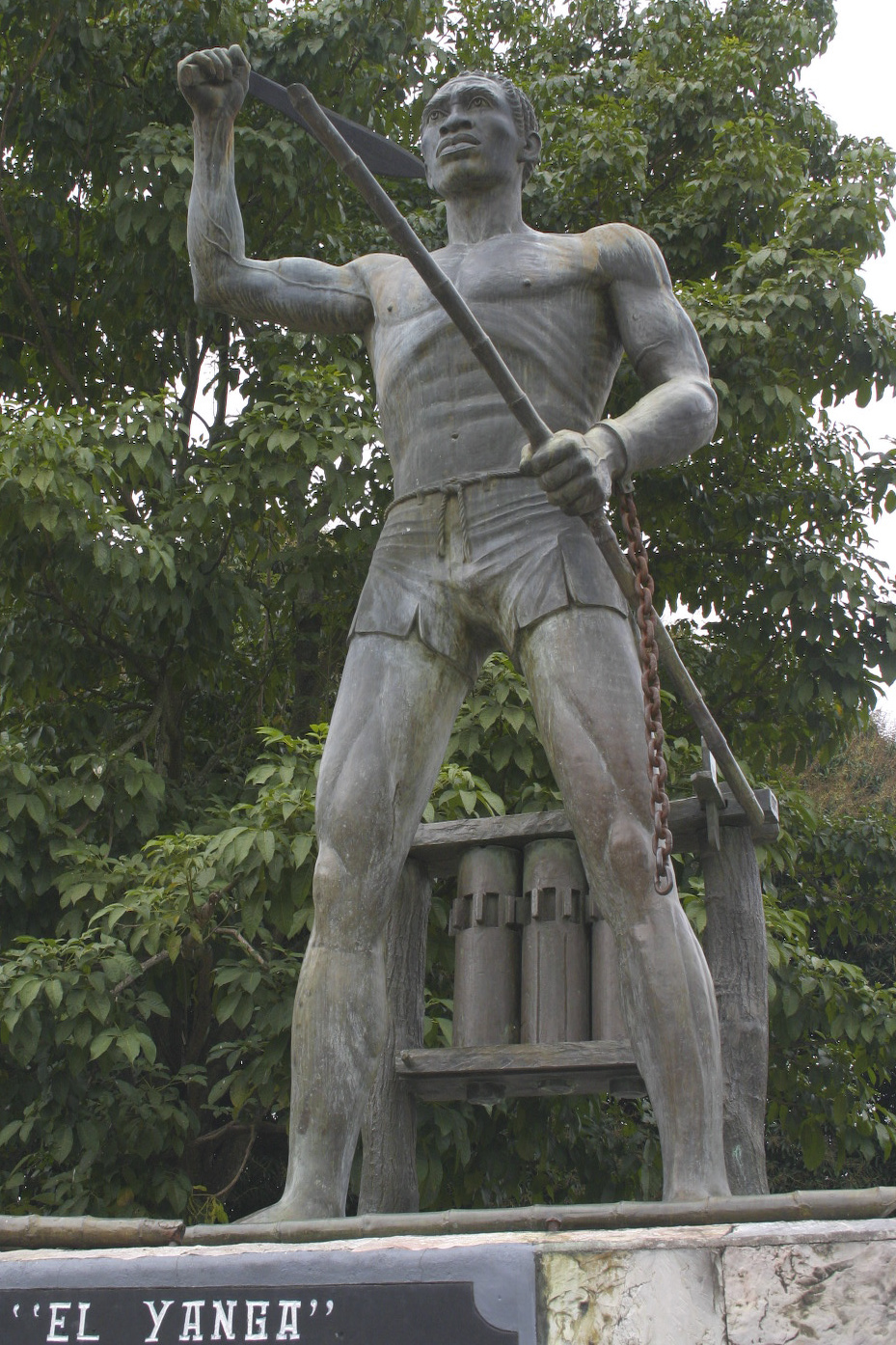
ヤンガの像

ガスパール・ヤンガ（Gaspar Yanga、1545年5月14日 - 不明）は、単にヤンガあるいはニャンガともいい、アフリカ出身の人物で、当時ヌエバ・エスパーニャの一部だったメキシコのベラクルスにおいてマルーンの反乱を率いた。ヤンガは1609年にスペイン人による遠征に対する抵抗に成功した。マルーンたちはスペイン人集落に対する攻撃を継続し、1618年に植民地政府と協定を結んでマルーンによる自治を獲得した。

## 前半生
ヤンガあるいはニャンガはブラン族（ベティ族の一部）に属し、ガボンの王族の出身であったと言われる。捕えられてメキシコに奴隷として売られ、ガスパール・ヤンガの名で呼ばれた。奴隷貿易が終わるまでにヌエバ・エスパーニャには推定20万人の奴隷があり、これはアメリカ州で6番目に多かった。ほかに自由な黒人もいた。
1570年ごろ、ヤンガは奴隷の一群を率いてベラクルス近くの高地に逃亡した。彼らはパレンケと呼ばれる小さなマルーンの集落を設立した:5。パレンケは他の土地から孤立していたため、30年以上にわたって存続し、他の逃亡奴隷たちもここに逃げこんだ。彼らの一部がベラクルスとメキシコシティを結ぶ王の道(El Camino Real)を通る商隊を襲って生活していたため、一帯の支配を取りもどすためにスペイン植民地政府は1609年に遠征を決断した:5。

## 1609年のスペイン人の遠征
1609年1月にペドロ・ゴンサレス・デ・エレーラの率いる約550人のスペイン軍がプエブラを出発した。うち100人がスペイン正規軍で、残りは徴兵あるいは傭兵だった。これに対してマルーン軍は約100人が何らかの火器を持ち、400人ほどが石・マチェーテ・弓矢などで武装していた。マルーン軍はアンゴラ出身のフランシスコ・デ・ラ・マトサが率いていた。
スペイン軍に対してヤンガは捕虜にしたスペイン人を介して和平案を提出した。ヤンガ案はインディオとスペイン人の間の対立の解決に似たものであり、自治を認めるかわりにマルーンは貢納を行い、スペイン人が攻撃された場合にはその味方をするというものだった。さらにヤンガはこの地域に逃げこんだ奴隷を返還することも提案した。これは一帯の奴隷主の多くの心配を緩和するために必要な譲歩だった。
スペイン側は和平案を拒絶して戦闘をはじめ、双方に甚大な損害が発生した。スペイン軍はマルーンの集落を焼き払ったが、マルーン側は周囲の地に逃れた。マルーンが地勢を熟知していたため、スペイン側は決定的な勝利をあげることができなかった。何年もの間膠着状態が続き、最終的にスペイン側は協議の座につくことに同意した。先のヤンガの提案が認められ、それに加えてフランシスコ会聖職者のみが人々に仕え、ヤンガの一族に統治権が与えられるというただし書きが加えられた:7。協定は1618年に調印された。1630年までにサン・ロレンソ・デ・ロス・ネグロス・デ・セラルボが設立された。この町は今のベラクルス州にあり、1932年にヤンガ (Yanga, Veracruz) と改称された。

## 栄誉
メキシコ独立革命から50年たった1871年にヤンガは「メキシコの国民的英雄」(héroe nacional de México)および「アメリカ州初の解放者」(el primer libertador de las Americas)に指定された。これは歴史学者ビセンテ・リーバ・パラシオ (Vicente Riva Palacio) の著作によるところが大であった。リーバ・パラシオは小説家・将軍・メキシコ市長でもあり、1860年代に異端審問の文書の中にヤンガに関する記録と1609年のスペインの遠征およびその後の和平協定を発見した。彼は1870年と1873年にヤンガに関する文章を出版し:4、サンロレンソ・デ・ロス・ネグロスのマルーンを敗北を知らない誇り高き人々として特徴づけた。ヤンガに関する後世の著作はリーバ・パラシオの影響を受けている。